# Schwiedelbrouch
Schwiedelbrouch (luxembourgeois : Schwiddelbrouch) est un village de la commune luxembourgeoise de Rambrouch (canton de Redange), situé au sud-ouest de la colline de Napoléonsgaard.

## Histoire
Avant le 1er janvier 1979, Schwiedelbrouch faisait partie de la commune de Folschette qui fut dissoute à cette date.

## Personnalité
- Joseph Goedert (1908-2012), né à Schwiedelbrouch, historien